# Бельвалия Липского
Бельвалия Липского, Белевалия Липского (лат. Bellevalia lipskyi) — растение из семейства Спаржевых (Asparagaceae).

## Название
Видовой эпитет дан в честь русского ботаника Липского В. И.
Известное тривиальное название степной Гиацинт.

## Морфологическая характеристика
Растение выделяется среди других благодаря своим растопыренным цветоножкам. Листья линейные, довольно широкие, отходят от луковицы, обертывают у основания безлистный стебель, который выносит на высоту 20—30 см большую кисть мелких грязно-фиолетовых цветков, из которых верхние часто недоразвиты. Цветки имеют сросшийся околоцветник с гребнеобразными выростами. Тычинки прикреплены у основания лепестков расширенными и сросшимися между собой частями. Цветы расцветают постепенно, начиная с нижней части соцветие. По мере отцветания цвет меняется до бурого, а цветоножки отгибаются горизонтально. Благодаря этому соцветие становится цилиндрическим.
В конце июня созревают плоды-коробочки. Иногда стебель отрывается от луковицы и катится по ветру, рассеивая семена.

## Распространение
Растет на сухих горных склонах и каменистых участках в Южном Крыму. Является эндемиком этого региона.

## Ссылка
- Bellevalia lipskyi: информация о таксоне в проекте «Плантариум» (определителе растений и иллюстрированном атласе видов).
- Энциклопедия декоративных садовых растений